# موسى ديمبيلي (لاعب كرة قدم بلجيكي)

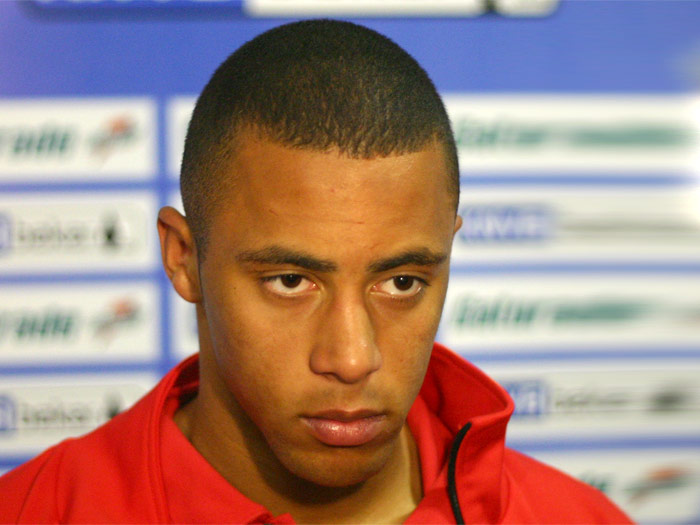
موسى ديمبيلي

موسى ديمبيلي (مواليد 16 يوليو 1987 في فيلرييك) لاعب كرة قدم بلجيكي دولي يجيد اللعب في خط الوسط. يلعب حاليًا لصالح نادي غوانغجو آر أند إف الصيني مُنذ 2020.

## روابط خارجية
- موسى ديمبيلي على موقع الاتحاد الدولي (مؤرشف)  (الإنجليزية)
- موسى ديمبيلي على موقع الاتحاد الأوربي (الإنجليزية)
- موسى ديمبيلي على موقع الاتحاد البلجيكي (الإنجليزية)
- موسى ديمبيلي على موقع إي إس بي إن إف سي (الإنجليزية)
- موسى ديمبيلي على موقع قاعدة بيانات كرة القدم.إي يو (الإنجليزية)
- موسى ديمبيلي على موقع ليكيب (الفرنسية)
- موسى ديمبيلي على موقع ناشيونال فوتبول تيمز (الإنجليزية)
- موسى ديمبيلي على موقع Soccerbase.com (لاعب) (الإنجليزية)
- موسى ديمبيلي على موقع Soccerway.com (الإنجليزية)
- موسى ديمبيلي على موقع عالم كرة القدم.نت (الإنجليزية)